# Beach Blast 1993
Beach Blast 1993 fu la seconda e ultima edizione del pay-per-view di wrestling della serie Beach Blast, prodotta dalla World Championship Wrestling. L'evento si svolse il 18 giugno 1993 presso il Mississippi Coast Coliseum di  Biloxi, Mississippi.
Nel main event dello show, il team denominato "Superpowers" composto da Sting & Davey Boy Smith affrontò il team "Masters of the Power Bomb", Big Van Vader & Sid Vicious, come conclusione di un lungo feud che era intercorso tra le due parti.
Per promuovere il match, la WCW produsse un cortometraggio incentrato sui quattro partecipanti all'incontro. Sting & Davey Boy Smith (soprannominati "The Superpowers", "le superpotenze", giocando sul fatto che Sting era americano e Smith britannico) si sarebbero scontrati con Big Van Vader & Sid Vicious (denominati "The Masters of the Power Bomb", perché entrambi i wrestler utilizzavano una Powerbomb come mossa finale). Il cortometraggio mostra Sting e Davey Boy Smith su un'isola tropicale con un gruppo di bambini. Mentre i due stanno per mettersi a giocare con i ragazzini, Vader, Vicious e i loro manager Harley Race e Col. Robert Parker li avvicinano, offrendo loro una mazzetta per non presentarsi a Beach Blast. I Superpowers rifiutano sdegnati, cosa che porta i "cattivi" ad ingaggiare un nano che nuoti verso la loro barca, con una falsa pinna di squalo sulla schiena, per piazzare una bomba. All'ultimo momento Smith salva Sting dall'esplosione, e i due giurano di vendicarsi a Beach Blast.

## Descrizione
Nel 1992 la World Championship Wrestling aumentò il numero dei suoi eventi in pay-per-view (PPV) passando da cinque a sei. Come parte dell'espansione della WCW, fu concepita l'idea di "Beach Blast", uno show estivo a tema balneare, completo di surfisti, ragazze in bikini e scenografie a ricordare una spiaggia. Questa seconda edizione dello show, prima che esso fosse rinominato "Bash at the Beach", fu l'ultimo PPV della WCW a figurare l'NWA World Heavyweight Championship. Ric Flair avrebbe dovuto perdere la cintura contro Rick Rude nel PPV successivo, Fall Brawl, ma la commissione direttiva NWA mise il veto dichiarando che il titolo non poteva passare di mano senza la loro approvazione, così la WCW si distaccò dalla NWA due settimane prima di Fall Brawl e Flair fu privato della cintura, che poi sarebbe diventata WCW International World Heavyweight Championship. Nel 1994 la NWA organizzò un torneo, in collaborazione con la Eastern Championship Wrestling per assegnare il titolo vacante, che fu vinto da Shane Douglas. Egli però gettò la cintura NWA e divenne il primo ECW World Champion.
Questa fu anche l'ultima apparizione in WCW delle cinture NWA World Tag Team Championship. I titoli erano stati conquistati da Arn Anderson e Paul Roma nell'agosto 1993 a Clash of Champions XXIV, ma quando la WCW uscì dalla NWA nel settembre 1993, le cinture non furono più difese; la NWA le lasciò vacanti per circa due anni; per poi tenere finalmente un torneo nel luglio 1995 che fu vinto dai Rock and Roll Express.

## Risultati
| N. | Match | Stipulazione                                                             | Durata |
| -- | --- | ------------------------------------------------------------------------ | ------ |
| 1  | Paul Orndorff (c) sconfigge Ron Simmons per squalifica                                                           | Single match per il WCW World Television Championship                    | 11:15  |
| 2  | 2 Cold Scorpio & Marcus Bagwell sconfiggono Tex Slazenger & Shanghai Pierce                                      | Tag team match                                                           | 12:48  |
| 3  | Lord Steven Regal (con Sir William Dundee) sconfigge Erik Watts                                                  | Single match                                                             | 07:31  |
| 4  | Johnny B. Badd sconfigge Maxx Payne                                                                              | Single match                                                             | 04:50  |
| 5  | The Hollywood Blonds (Brian Pillman & Steve Austin) (c) sconfiggono The Four Horsemen (Paul Roma & Arn Anderson) | Tag team match per i WCW World Tag Team Championship                     | 26:14  |
| 6  | Dustin Rhodes contro Rick Rude termina in pareggio 1-1                                                           | Iron Man match per il vacante WCW United States Heavyweight Championship | 30:00  |
| 7  | Ric Flair sconfigge Barry Windham (c)                                                                            | Single match per il NWA World Heavyweight Championship                   | 11:15  |
| 8  | Sting & Davey Boy Smith sconfiggono Big Van Vader & Sid Vicious (con Harley Race & Col. Robert Parker)           | Tag team match                                                           | 16:44  |